# Tour de Valònia 2016
El Tour de Valònia 2016, 43a edició del Tour de Valònia, es disputà entre el 23 i el 27 de juliol de 2016 sobre un recorregut de 931,9 km distribuïts en cinc etapes. La cursa formava part del calendari de l'UCI Europa Tour 2016, amb una categoria 2.HC.
El vencedor de la classificació general fou el belga Dries Devenyns (IAM Cycling), gràcies a la victòria de la darrera etapa. En segona posició finalitzà el també belga Gianni Meersman (Etixx-Quick Step), mentre el rus Viatxeslav Kouznetsov (Team Katusha) fou tercer.

## Equips
L'organització convidà a prendre part en la cursa a sis equips World Tour, set equips continentals professionals i cinc equips continentals:
| WorldTeams (6)- AG2R La Mondiale - Etixx-Quick Step - FDJ - IAM Cycling - Lotto-Soudal - Katusha Equips continentals professionals (7)- Cofidis, Solutions Crédits - Direct Énergie - Fortuneo-Vital Concept - Gazprom-RusVelo - Roompot-Oranje Peloton - Topsport Vlaanderen-Baloise - Wanty-Groupe Gobert Equips continentals (5)- Armée de terre - Color Code-Arden'Beef - Crelan-Vastgoedservice - Veranclassic-Ago - Wallonie Bruxelles-Group Protect |
| |

## Etapes
| Etapa    | Data      | Ciutats d'etapa                   | type              | Distància (km) | Vencedor de l'etapa | Líder de la general |
| -------- | --------- | --------------------------------- | ----------------- | -------------- | ------------------- | ------------------- |
| 1a etapa | 23 de jul | Charleroi – Mettet                | etapa plana       | 178,3          | Tom Boonen          | Tom Boonen          |
| 2a etapa | 24 de jul | Villers-Saint-Ghislain – Le Rœulx | etapa plana       | 183,7          | Boris Vallée        | Tom Boonen          |
| 3a etapa | 25 de jul | Braine-l'Alleud – Vielsalm        | etapa accidentada | 200,6          | Dimitri Claeys      | Gianni Meersman     |
| 4a etapa | 26 de jul | Aubel – Herstal                   | etapa accidentada | 180            | Matteo Trentin      | Gianni Meersman     |
| 5a etapa | 27 de jul | Engis – Dison                     | etapa accidentada | 189,3          | Dries Devenyns      | Dries Devenyns      |

### 1a etapa
| \| Classificació de l'etapa \| Classificació de l'etapa \| Classificació de l'etapa \| Classificació de l'etapa \| Classificació de l'etapa \| \| Corredor \| Corredor \| Equip \| Temps \| \| \| ------------------------ \| ------------------------ \| -------------------------------- \| ------------------------ \| ------------------------ \| \| 1r \| Tom Boonen \| Etixx-Quick Step \| 4h 12' 32" \| \| \| 2n \| Jonas Van Genechten \| IAM Cycling \| + 0" \| \| \| 3r \| Arnaud Démare \| FDJ \| + 0" \| \| \| 4t \| Matteo Trentin \| Etixx-Quick Step \| + 0" \| \| \| 5è \| Baptiste Planckaert \| Wallonie Bruxelles-Group Protect \| + 0" \| \| |                     |                                  |            |
| |                     |                                  |            |
| Font: ProCyclingStats |                     |                                  |            |
| Classificació de l'etapa |                     |                                  |            |
| Corredor | Corredor            | Equip                            | Temps      |
| 1r | Tom Boonen          | Etixx-Quick Step                 | 4h 12' 32" |
| 2n | Jonas Van Genechten | IAM Cycling                      | + 0"       |
| 3r | Arnaud Démare       | FDJ                              | + 0"       |
| 4t | Matteo Trentin      | Etixx-Quick Step                 | + 0"       |
| 5è | Baptiste Planckaert | Wallonie Bruxelles-Group Protect | + 0"       |

| \| Classificació general \| Classificació general \| Classificació general \| Classificació general \| Classificació general \| \| Corredor \| Corredor \| Equip \| Temps \| \| \| --------------------- \| --------------------- \| --------------------- \| --------------------- \| --------------------- \| \| 1r \| Tom Boonen \| Etixx-Quick Step \| 4h 12' 22" \| \| \| 2n \| Jonas Van Genechten \| IAM Cycling \| + 4" \| \| \| 3r \| Viatxeslav Kuznetsov \| Katusha \| + 4" \| \| \| 4t \| Arnaud Démare \| FDJ \| + 6" \| \| \| 5è \| Guillaume Bonnafond \| AG2R La Mondiale \| + 6" \| \| |                      |                  |            |
| |                      |                  |            |
| Font: ProCyclingStats |                      |                  |            |
| Classificació general |                      |                  |            |
| Corredor | Corredor             | Equip            | Temps      |
| 1r | Tom Boonen           | Etixx-Quick Step | 4h 12' 22" |
| 2n | Jonas Van Genechten  | IAM Cycling      | + 4"       |
| 3r | Viatxeslav Kuznetsov | Katusha          | + 4"       |
| 4t | Arnaud Démare        | FDJ              | + 6"       |
| 5è | Guillaume Bonnafond  | AG2R La Mondiale | + 6"       |

### 2a etapa
| \| Classificació de l'etapa \| Classificació de l'etapa \| Classificació de l'etapa \| Classificació de l'etapa \| Classificació de l'etapa \| \| Corredor \| Corredor \| Equip \| Temps \| \| \| ------------------------ \| ------------------------ \| ------------------------ \| ------------------------ \| ------------------------ \| \| 1r \| Boris Vallée \| Fortuneo-Vital Concept \| 4h 18' 50" \| \| \| 2n \| Tom Boonen \| Etixx-Quick Step \| + 0" \| \| \| 3r \| Roman Maikin \| Gazprom-RusVelo \| + 0" \| \| \| 4t \| Matteo Trentin \| Etixx-Quick Step \| + 0" \| \| \| 5è \| Jonas Van Genechten \| IAM Cycling \| + 0" \| \| |                     |                        |            |
| |                     |                        |            |
| Font: ProCyclingStats |                     |                        |            |
| Classificació de l'etapa |                     |                        |            |
| Corredor | Corredor            | Equip                  | Temps      |
| 1r | Boris Vallée        | Fortuneo-Vital Concept | 4h 18' 50" |
| 2n | Tom Boonen          | Etixx-Quick Step       | + 0"       |
| 3r | Roman Maikin        | Gazprom-RusVelo        | + 0"       |
| 4t | Matteo Trentin      | Etixx-Quick Step       | + 0"       |
| 5è | Jonas Van Genechten | IAM Cycling            | + 0"       |

| \| Classificació general \| Classificació general \| Classificació general \| Classificació general \| Classificació general \| \| Corredor \| Corredor \| Equip \| Temps \| \| \| --------------------- \| --------------------- \| -------------------------------- \| --------------------- \| --------------------- \| \| 1r \| Tom Boonen \| Etixx-Quick Step \| 8h 34' 06" \| \| \| 2n \| Boris Vallée \| Fortuneo-Vital Concept \| + 6" \| \| \| 3r \| Viatxeslav Kuznetsov \| Katusha \| + 9" \| \| \| 4t \| Jonas Van Genechten \| IAM Cycling \| + 10" \| \| \| 5è \| Antoine Warnier \| Wallonie Bruxelles-Group Protect \| + 11" \| \| |                      |                                  |            |
| |                      |                                  |            |
| Font: ProCyclingStats |                      |                                  |            |
| Classificació general |                      |                                  |            |
| Corredor | Corredor             | Equip                            | Temps      |
| 1r | Tom Boonen           | Etixx-Quick Step                 | 8h 34' 06" |
| 2n | Boris Vallée         | Fortuneo-Vital Concept           | + 6"       |
| 3r | Viatxeslav Kuznetsov | Katusha                          | + 9"       |
| 4t | Jonas Van Genechten  | IAM Cycling                      | + 10"      |
| 5è | Antoine Warnier      | Wallonie Bruxelles-Group Protect | + 11"      |

### 3a etapa
| \| Classificació de l'etapa \| Classificació de l'etapa \| Classificació de l'etapa \| Classificació de l'etapa \| Classificació de l'etapa \| \| Corredor \| Corredor \| Equip \| Temps \| \| \| ------------------------ \| ------------------------ \| ------------------------ \| ------------------------ \| ------------------------ \| \| 1r \| Dimitri Claeys \| Wanty-Groupe Gobert \| 4h 36' 35" \| \| \| 2n \| Gianni Meersman \| Etixx-Quick Step \| + 0" \| \| \| 3r \| Jonathan Hivert \| Fortuneo-Vital Concept \| + 0" \| \| \| 4t \| Arnaud Démare \| FDJ \| + 0" \| \| \| 5è \| Jérôme Baugnies \| Wanty-Groupe Gobert \| + 0" \| \| |                 |                        |            |
| |                 |                        |            |
| Font: ProCyclingStats |                 |                        |            |
| Classificació de l'etapa |                 |                        |            |
| Corredor | Corredor        | Equip                  | Temps      |
| 1r | Dimitri Claeys  | Wanty-Groupe Gobert    | 4h 36' 35" |
| 2n | Gianni Meersman | Etixx-Quick Step       | + 0"       |
| 3r | Jonathan Hivert | Fortuneo-Vital Concept | + 0"       |
| 4t | Arnaud Démare   | FDJ                    | + 0"       |
| 5è | Jérôme Baugnies | Wanty-Groupe Gobert    | + 0"       |

| \| Classificació general \| Classificació general \| Classificació general \| Classificació general \| Classificació general \| \| Corredor \| Corredor \| Equip \| Temps \| \| \| --------------------- \| --------------------- \| -------------------------------- \| --------------------- \| --------------------- \| \| 1r \| Gianni Meersman \| Etixx-Quick Step \| 13h 10' 47" \| \| \| 2n \| Dimitri Claeys \| Wanty-Groupe Gobert \| + 0" \| \| \| 3r \| Viatxeslav Kuznetsov \| Katusha \| + 3" \| \| \| 4t \| Antoine Warnier \| Wallonie Bruxelles-Group Protect \| + 5" \| \| \| 5è \| Guillaume Bonnafond \| AG2R La Mondiale \| + 6" \| \| |                      |                                  |             |
| |                      |                                  |             |
| Font: ProCyclingStats |                      |                                  |             |
| Classificació general |                      |                                  |             |
| Corredor | Corredor             | Equip                            | Temps       |
| 1r | Gianni Meersman      | Etixx-Quick Step                 | 13h 10' 47" |
| 2n | Dimitri Claeys       | Wanty-Groupe Gobert              | + 0"        |
| 3r | Viatxeslav Kuznetsov | Katusha                          | + 3"        |
| 4t | Antoine Warnier      | Wallonie Bruxelles-Group Protect | + 5"        |
| 5è | Guillaume Bonnafond  | AG2R La Mondiale                 | + 6"        |

### 4a etapa
| \| Classificació de l'etapa \| Classificació de l'etapa \| Classificació de l'etapa \| Classificació de l'etapa \| Classificació de l'etapa \| \| Corredor \| Corredor \| Equip \| Temps \| \| \| ------------------------ \| ------------------------ \| --------------------------- \| ------------------------ \| ------------------------ \| \| 1r \| Matteo Trentin \| Etixx-Quick Step \| 4h 19' 08" \| \| \| 2n \| Gediminas Bagdonas \| AG2R La Mondiale \| + 0" \| \| \| 3r \| Gianni Meersman \| Etixx-Quick Step \| + 0" \| \| \| 4t \| Pieter Vanspeybrouck \| Topsport Vlaanderen-Baloise \| + 0" \| \| \| 5è \| Kris Boeckmans \| Lotto-Soudal \| + 0" \| \| |                      |                             |            |
| |                      |                             |            |
| Font: ProCyclingStats |                      |                             |            |
| Classificació de l'etapa |                      |                             |            |
| Corredor | Corredor             | Equip                       | Temps      |
| 1r | Matteo Trentin       | Etixx-Quick Step            | 4h 19' 08" |
| 2n | Gediminas Bagdonas   | AG2R La Mondiale            | + 0"       |
| 3r | Gianni Meersman      | Etixx-Quick Step            | + 0"       |
| 4t | Pieter Vanspeybrouck | Topsport Vlaanderen-Baloise | + 0"       |
| 5è | Kris Boeckmans       | Lotto-Soudal                | + 0"       |

| \| Classificació general \| Classificació general \| Classificació general \| Classificació general \| Classificació general \| \| Corredor \| Corredor \| Equip \| Temps \| \| \| --------------------- \| --------------------- \| -------------------------------- \| --------------------- \| --------------------- \| \| 1r \| Gianni Meersman \| Etixx-Quick Step \| 17h 28' 49" \| \| \| 2n \| Dimitri Claeys \| Wanty-Groupe Gobert \| + 6" \| \| \| 3r \| Viatxeslav Kuznetsov \| Katusha \| + 9" \| \| \| 4t \| Antoine Warnier \| Wallonie Bruxelles-Group Protect \| + 11" \| \| \| 5è \| Laurent Pichon \| FDJ \| + 11" \| \| |                      |                                  |             |
| |                      |                                  |             |
| Font: ProCyclingStats |                      |                                  |             |
| Classificació general |                      |                                  |             |
| Corredor | Corredor             | Equip                            | Temps       |
| 1r | Gianni Meersman      | Etixx-Quick Step                 | 17h 28' 49" |
| 2n | Dimitri Claeys       | Wanty-Groupe Gobert              | + 6"        |
| 3r | Viatxeslav Kuznetsov | Katusha                          | + 9"        |
| 4t | Antoine Warnier      | Wallonie Bruxelles-Group Protect | + 11"       |
| 5è | Laurent Pichon       | FDJ                              | + 11"       |

### 5a etapa
| \| Classificació de l'etapa \| Classificació de l'etapa \| Classificació de l'etapa \| Classificació de l'etapa \| Classificació de l'etapa \| \| Corredor \| Corredor \| Equip \| Temps \| \| \| ------------------------ \| ------------------------ \| --------------------------- \| ------------------------ \| ------------------------ \| \| 1r \| Dries Devenyns \| IAM Cycling \| 4h 33' 56" \| \| \| 2n \| Jelle Vanendert \| Lotto-Soudal \| + 0" \| \| \| 3r \| Ievgueni Xalunov \| Gazprom-RusVelo \| + 0" \| \| \| 4t \| Viatxeslav Kuznetsov \| Katusha \| + 0" \| \| \| 5è \| Floris De Tier \| Topsport Vlaanderen-Baloise \| + 0" \| \| |                      |                             |            |
| |                      |                             |            |
| Font: ProCyclingStats |                      |                             |            |
| Classificació de l'etapa |                      |                             |            |
| Corredor | Corredor             | Equip                       | Temps      |
| 1r | Dries Devenyns       | IAM Cycling                 | 4h 33' 56" |
| 2n | Jelle Vanendert      | Lotto-Soudal                | + 0"       |
| 3r | Ievgueni Xalunov     | Gazprom-RusVelo             | + 0"       |
| 4t | Viatxeslav Kuznetsov | Katusha                     | + 0"       |
| 5è | Floris De Tier       | Topsport Vlaanderen-Baloise | + 0"       |

## Classificació final
| \| Classificació general \| Classificació general \| Classificació general \| Classificació general \| Classificació general \| \| Corredor \| Corredor \| Equip \| Temps \| \| \| --------------------- \| --------------------- \| --------------------------- \| --------------------- \| --------------------- \| \| 1r \| Dries Devenyns \| IAM Cycling \| 22h 02' 48" \| \| \| 2n \| Gianni Meersman \| Etixx-Quick Step \| + 5" \| \| \| 3r \| Viatxeslav Kuznetsov \| Katusha \| + 6" \| \| \| 4t \| Jelle Vanendert \| Lotto-Soudal \| + 7" \| \| \| 5è \| Ievgueni Xalunov \| Gazprom-RusVelo \| + 9" \| \| \| 6è \| Floris De Tier \| Topsport Vlaanderen-Baloise \| + 13" \| \| \| 7è \| Xandro Meurisse \| Crelan-Vastgoedservice \| + 15" \| \| \| 8è \| Florian Sénéchal \| Cofidis, Solutions Crédits \| + 15" \| \| \| 9è \| Laurent Pichon \| FDJ \| + 16" \| \| \| 10è \| Jonathan Hivert \| Fortuneo-Vital Concept \| + 17" \| \| |                      |                             |             |
| |                      |                             |             |
| Font: ProCyclingStats |                      |                             |             |
| Classificació general |                      |                             |             |
| Corredor | Corredor             | Equip                       | Temps       |
| 1r | Dries Devenyns       | IAM Cycling                 | 22h 02' 48" |
| 2n | Gianni Meersman      | Etixx-Quick Step            | + 5"        |
| 3r | Viatxeslav Kuznetsov | Katusha                     | + 6"        |
| 4t | Jelle Vanendert      | Lotto-Soudal                | + 7"        |
| 5è | Ievgueni Xalunov     | Gazprom-RusVelo             | + 9"        |
| 6è | Floris De Tier       | Topsport Vlaanderen-Baloise | + 13"       |
| 7è | Xandro Meurisse      | Crelan-Vastgoedservice      | + 15"       |
| 8è | Florian Sénéchal     | Cofidis, Solutions Crédits  | + 15"       |
| 9è | Laurent Pichon       | FDJ                         | + 16"       |
| 10è | Jonathan Hivert      | Fortuneo-Vital Concept      | + 17"       |

## Evolució de les classificacions
| Etapa                  | Vencedor               | Classificació general | Classificació per punts | Classificació de la muntanya | Classificació dels esprints | Classificació dels joves | Classificació de la combativitat | Classificació per equips    |
| ---------------------- | ---------------------- | --------------------- | ----------------------- | ---------------------------- | --------------------------- | ------------------------ | -------------------------------- | --------------------------- |
| 1                      | Tom Boonen             | Tom Boonen            | Tom Boonen              | Thomas Deruette              | Viatcheslav Kouznetsov      | Loïc Chetout             | Guillaume Bonnafond              | Etixx-Quick Step            |
| 2                      | Boris Vallée           | Tom Boonen            | Tom Boonen              | Antoine Warnier              | Viatcheslav Kouznetsov      | Boris Vallée             | Ludovic Robeet                   | Etixx-Quick Step            |
| 3                      | Dimitri Claeys         | Gianni Meersman       | Tom Boonen              | Thomas Deruette              | Viatcheslav Kouznetsov      | Antoine Warnier          | Vladimir Isaychev                | IAM Cycling                 |
| 4                      | Matteo Trentin         | Gianni Meersman       | Matteo Trentin          | Baptiste Planckaert          | Viatcheslav Kouznetsov      | Antoine Warnier          |                                  | Wanty-Groupe Gobert         |
| 5                      | Dries Devenyns         | Dries Devenyns        | Matteo Trentin          | Baptiste Planckaert          | Viatcheslav Kouznetsov      | Florian Sénéchal         | Baptiste Planckaert              | Topsport Vlaanderen-Baloise |
| Classificacions finals | Classificacions finals | Dries Devenyns        | Matteo Trentin          | Baptiste Planckaert          | Viatcheslav Kouznetsov      | Florian Sénéchal         | No atorgat                       | Topsport Vlaanderen-Baloise |